# 日経スペシャル 稲盛和夫 生きる
『日経スペシャル 稲盛和夫 生きる〜道、ひたむきに〜』（にっけいスペシャル いなもりかずお いきる みち ひたむきに）は、2015年5月2日（土曜） 21:00 - 22:25 （日本標準時）にBSジャパンで放送されたドキュメンタリー番組。『日経スペシャル』初の単発番組である。
京都セラミック（現・京セラ）と第二電電（現・KDDI）の創業者で、日本航空の再建を指揮した稲盛和夫は、1985年に自らの私財を投じて京都賞を創設。同賞の創設30周年に際し、番組は過去に同賞を受賞した志村ふくみ、山中伸弥、五代目板東玉三郎へのインタビューを通じて稲盛のそれまでの人生を振り返り、彼が常に人生のテーマとして掲げる「ひたむきに生きて働く」ことの大切さを訴えた。